# Lever House
Das Lever House ist ein Bürohochhaus an der Park Avenue in Manhattan in New York City. Der britische Drogerieartikelhersteller Lever Brothers gab das Gebäude als neuen amerikanischen Hauptsitz in Auftrag.

## Beschreibung
Das Hochhaus wurde von den Architekten Gordon Bunshaft und Natalie de Blois, beide tätig bei Skidmore, Owings and Merrill (SOM), entworfen und von 1951 bis 1952 im Internationalen Stil errichtet, so wie ihn Ludwig Mies van der Rohe beispielhaft in den 860–880 Lake Shore Drive Apartments vertrat, und gilt als eines der prägenden Beispiele für Skelettbauten dieser Stilrichtung. Die Landmarks Preservation Commission erklärte am 9. November 1982 das Lever House zum Wahrzeichen der Stadt. Seit dem 2. Oktober 1983 ist es beim National Register of Historic Places gelistet.
Das in Stahlbetonskelett-Bauweise errichtete, 93,6 m (307 Fuß) hohe Gebäude hat eine Vorhangfassade (englisch Curtain Wall) aus Aluminiumprofilen und durchsichtigem sowie grün eingefärbtem Glas. Zusammen mit dem gleichzeitig gebauten UN-Hauptquartier war es das erste Gebäude in dieser Bauweise in New York. Vor der Fassade auf der kurzen nordwestlichen Gebäudeseite befindet sich das externe Treppenhaus mit den Aufzügen. Das Gebäude bietet 24.805 m² Bürofläche. Im Erdgeschoss gibt es keine Büros, es ist nach außen komplett verglast und wird als Ausstellungsfläche verwendet. Der Block zwischen der Park Avenue und Madison Avenue sowie der 53rd und 54th Street wird zur Hälfte durch das Lever House belegt.
Im Zuge der Verlagerung Lever Brothers Verwaltung nach Greenwich in Connecticut endete die Nutzung durch den Bauherren 1997. Die Muttergesellschaft von Lever Brothers, Unilever, blieb jedoch mit Büros in den obersten vier Stockwerken des Lever House. 1998 kaufte die RFR Holding das Gebäude und renovierte es für 25 Millionen US-Dollar. Dabei wurde SOM beauftragt, die stark verwitterte Vorhangfassade unter Berücksichtigung des Denkmalschutzes auszutauschen. Bei der 2003 abgeschlossenen Renovierung wurde ein Skulpturgarten von Isamu Noguchi, der schon beim ursprünglichen Bau vorgesehen war, in der Lobby installiert. Als neue Mieter zog unter anderem der Aluminiumhersteller Alcoa und mehrere Finanzunternehmen ein. Das Restaurant „Casa Lever“ befindet sich im ersten Stock. Im Jahr 2022 wurde das Gebäude für 100 Millionen US-Dollar von Skidmore, Owings and Merrill saniert. Eigentümer des Bürohochhauses sind seit Mai 2020 mit einem Joint Venture die Immobiliengesellschaften Brookfield Properties und WatermanClark.
Arne Jacobsen nahm das Gebäude als Vorbild für seine Arbeit am ehemaligen SAS-Hotel in Kopenhagen. Vom American Institute of Architects bekam das Gebäude 1980 den Twenty-five Year Award verliehen. Zudem war es ein Vorbild für das Essener Postbank-Hochhaus, das 1967 eröffnet wurde.